# اللصوص (فلم أمريكي)
اللصوص (بالإنجليزية: Takers) فيلم إثارة أمريكي من إخراج جون ليوسنهوب أُصدر سنة 2010.

## طاقم التمثيل
- مات ديلون
- تي.آي.
- بول ووكر
- كريس براون
- هايدن كرستنسين
- زوي سالدانا

## وصلات خارجية
- مقالات تستعمل روابط فنية بلا صلة مع ويكي بيانات